# بدر التركي
بدر بن محمد التركي (19 أغسطس 1984م) إمام وقارئ وخطيب سعودي، وإمام الحرم المكي، ولد يوم الثلاثاء 22 ذي القعدة عام 1404هـ في مدينة بريدة في السعودية، حفظ القرآن الكريم في سن مبكرة، درس علوم الشريعة الإسلامية في جامعة الإمام محمد بن سعود الإسلامية، وحصل على إجازة في القراءات العشر من كبار القراء، يعمل إمامًا في الحرم المكي منذ عام 1445هـ (2024م)، يُعرف بصوته العذب وأسلوبه المميز في تلاوة القرآن الكريم.

## النشأة والتعليم
- نشأ بدر التركي في مدينة بريدة في المملكة العربية السعودية، حيث درس علوم القرآن الكريم والحديث.
- درس الصف الأول الابتدائي في مدرسة الإمام مالك عام 1411هـ ، ثم انتقل بعدها إلى مدرسة الإمام بن تيمية ودرس بها من الصف الثاني حتى السادس ، ثم التحق الشيخ بالمعهد العلمي في بريدة وبه درس مرحلتي المتوسطة والثانوية خلال عامي 1417/1423هــ.
- حصل على شهادة البكالوريوس من كلية الدعوة في جامعة الامام محمد بن سعود في الرياض عام 1433هـ.
- حصل على درجة الماجستير من المعهد العالي للدعوة والاحتساب عام 1442هـ وكان عنوان البحث المقدم (الاحتساب على مخالفات المصاب).[2]
- عُين إماماً في المسجد الحرام في أكتوبر 2024م.[4]
- في أكتوبر 2024م كُلف مشرفاً على برنامج التوعية الدينية في رئاسة الشؤون الدينية بالمسجد الحرام والمسجد النبوي.[5]

## العمل
- عمل الشيخ بدر موظفا في جامعة القصيم لمدة ثمان سنوات من عام 1431هـ وحتى عام 1439هـ، ثم انتقل بعدها للعمل موظفا إداريا في الرئاسة العامة لهيئة الأمر بالمعروف والنهي عن المنكر من عام 1439هـ.
- عُين الشيخ مؤذنا في مسجد الشيخ صالح البليهـي في بريدة في أواخر عام 1421هـ وحتى 1423هـ، ثم كُلف إماماً للمسجد نفسه حتى عام 1429هـ.
- انتقل بعدها إلى جامع عمر بن عبد العزيز في بريده إماماً، وفي عام 1431هـ أُسندت له الخطابة في نفس الجامع حتى نهاية عام 1436هـ.
- انتقل إلى جامع الشيخ عبد الله النصيان إماماً وخطيباً، ومكث فيه حتى نهاية شهر رجب من عام 1439هـ، حيث كلف بإمامة وخطابة جامع والدة الأمير بندر بن عبد العزيز في مدينة الرياض وذلك بناء على طلب الأمير بندر بن عبد العزيز آل سعود، وافتتح الجامع في شهر شعبان عام 1439هـ.[6][7]

- حاز على جائزة الملك عبد العزيز الدولية لحفظ القرآن الكريم وتجويده وتفسيره عام 2014.

- سجل العديد من التسجيلات الصوتية لتلاوة القرآن الكريم.